# 加里寧格勒州過境限制

加里寧格勒州 (深綠色) 及俄羅斯 (淺綠色) 在歐洲地圖上的位置

2022年俄羅斯入侵烏克蘭期間，俄羅斯对其外飛地加里寧格勒州與俄羅斯大陸之間過境立陶宛的铁路實施了一系列过境限制措施。這些限制僅適用於受制裁的商品，並於2022年6月18日開始實施。 同年次月，7月23日，鐵路限制解除。

## 歷史
俄羅斯和立陶宛在1990年代末曾就簡化加里寧格勒過境制度進行过談判。最初，俄羅斯主張建立軍事走廊的權利，但立陶宛拒絕了，因為這會侵犯該國的主權。 協議簽署後，在立陶宛全面監管過境規則下，簡化過境機制於2003年7月1日開始運行。  2004年立陶宛加入歐盟時，也加入了經濟制裁的共同政策。

## 時間線

### 2022年6月
此過境限制於 2022年6月18日實施，是對俄羅斯全面入侵烏克蘭後的製裁。 其中，煤炭、金屬、水泥、木材、建材、高新技術產品等鐵路運輸停止過境。加里寧格勒州州長安東·阿利哈諾夫表示，該禁令影響了該地區與俄羅斯其他地區之間 40-50% 的貨物運輸。6月21日，立陶宛也延長了對貨運車輛的限制。
作為回應，俄羅斯開始公開威脅立陶宛。俄羅斯聯邦保護主權委員會臨時委員會主席安德烈·阿爾卡季耶維奇·克里莫夫表示，「歐盟必須糾正對加里寧格勒的封鎖，否則俄羅斯將放開手腳，以任何手段解決過境問題」。俄羅斯向立陶宛表示正式抗議。
6月22日，美國提醒俄羅斯，北約保衛立陶宛的承諾是「堅若磐石（Ironclad）」。
立陶宛代表表示，他們準備將俄羅斯從地區能源系統中剔除。6月24日，立陶宛總統吉塔納斯·瑙塞達表示「俄羅斯聯邦不敢攻擊北約成員國」。
6月29日，俄羅斯聯邦聯邦委員會國際事務委員會主席弗拉基米爾·扎巴羅夫建議俄羅斯可以對立陶宛使用武力。

### 2022年7月
7月11日，立陶宛擴大了對貨物過境的限制，開始分階段實施歐盟宣布的製裁。清單包括混凝土、木材、酒精和酒精基工業化學品。
7月13日，歐盟委員會向成員國發布了關於貨物從俄羅斯過境至加里寧格勒一事的解釋，確認了立陶宛行為的合法性。立陶宛外交部表示，他們正在遵循建議，並將盡可能檢查所有貨物，使俄羅斯無法規避制裁條款。
7月23日，在歐盟委員會發佈有關制裁僅禁止公路過境運輸受制裁的俄羅斯貨物的說明後，立陶宛取消了對加里寧格勒的鐵路過境限制。